# Aflou
 (septembre 2016).
Aflou (en arabe : أفلو) est une commune d’Algérie, de la wilaya de Laghouat dans l'Ouest de l'Algérie. Aflou est la deuxième ville la plus peuplée de la wilaya, sa géographie équidistante entre les localités de Tiaret, Djelfa, Laghouat et El Bayadh renforce son attractivité pour le développement local. 
Culminant à 1 400 m, la ville est l'une des plus élevées du pays. Surnommée « capitale du djebel Amour », le mieux arrosé des massifs de l’Atlas saharien, son abondante pluviométrie et son altitude élevée produisent une herbe abondante favorable au pâturage, favorisant l'élevage familial extensif.

## Étymologie
Une étymologie proposée pour Aflou pourrait venir du mot Amazigh eflou, signifiant "broutez !" c'est une étymologie populaire inexacte, mais fait référence au fait que la localité était connue des nomades comme un excellent lieu de pâturage.  Une autre étymologie suggérée, viendrait du mot amazigh pour nuage ("aflou") dont la présence fréquente cause des chutes de pluie et de neige abondantes.

## Histoire
La région fut peuplée à la préhistoire par des peuples nomades de l'Afrique du Nord. Des gravures rupestres témoignent de leur présence. Par exemple, à Sfissifa, on peut observer une fresque bien conservée d'un éléphant protégeant son éléphanteau face à une panthère. Toutefois, la ville d'Aflou n'a vu le jour qu'au XIXe siècle, au cœur d'une vaste dépression synclinale. Au temps de l'Algérie française, elle était une annexe administrative du cercle militaire de Tiaret.
En 1874, Aflou devint une commune mixte du département d'Oran. En 1957, elle fut rattachée au nouveau département de Tiaret. En 1974, elle fut intégrée à la wilaya de Laghouat.
Aflou garde plusieurs  édifices datant de plus d'un siècle, comme la mosquée antique de la ville bâtie il y a 115 ans.

### Développement et peuplement
À la veille de l’indépendance, il y avait à peine 35 000 habitants. La plupart d'entre eux étaient arabes avec quelques centaines d'Européens qui ont quitté la ville quelques mois plus tard après l'indépendance. Sa population connait en fait une croissance lente par rapport au reste de l’Algérie en raison surtout des conditions climatiques et le recul de l'activité économique de la ville.

### Guerre d'Algérie
Durant la guerre d’Algérie, Aflou a été le théâtre de plusieurs opérations militaires. Plusieurs embuscades et accrochages s'y sont déroulées. La ville a plusieurs fois participé à détourner l’attention de l'armée française dont les opérations se concentrent au nord de l’Algérie et par conséquent desserrer la pression sur les régions insurgées du nord comme l'Oranie. Parmi ces embuscades, on rappelle celle d'El-Khoteifa qui s'est déroulée le 2 octobre 1956 à une quarantaine de kilomètres au sud ouest d'Aflou près de Taouiala. Cet accrochage qui a fait 40 morts et 5 arrestations du côté français avait pour but de desserrer l’étau imposé par l'armée autour de la région et de libérer les combattants algériens détenu à la prison d'Aflou. Cet accrochage a été le prélude à un autre accrochage de plus grande envergure: celui de Chouabir , considérée par de nombreux historiens comme un des batailles majeures de la guerre d’Algérie du fait qu'elle a causé de lourdes pertes humaines et matérielles à l'armée française: plus de 1 300 soldats ont été tués, près de 500 ont été blessés, et d’importants dégâts matériels ont été infligés à l’armée, alors que du côté algérien, le bilan s'élevait à 25 morts dont 11 civils.
René Knégévitch  témoigne de la vie quotidienne des militaires français à Aflou en 1959 et 1960, ainsi que du caractère systématique de la torture. Certains officiers se comportent en barbares sadiques et, par ailleurs, volent la France en déclarant des harkis fictifs dont ils détournent les paies. Quelques appelés, dont l’auteur, essaient, dans ce contexte terrible, de rester fidèles à leurs convictions humanistes.
Le Cheikh Mohamed Bachir El Ibrahimi a été mis en résidence surveillée par les autorités françaises au début du déclenchement de la guerre d'Algérie (1955/1956). La ville d'Aflou, a été pour un moment un lieu de détention ou ont été regroupés les plus virulents d'entre les prisonniers algériens  pour briser  la contestation qui secouait les centre de détention du nord. Tous les leaders et agitateurs toutes tendances confondues entre (300 et 400) aussi bien des oulémas, des communistes, des leaders syndicalistes que du PPA, Belekouicem Mahmoud, Bachir Boumaza, Roula Laarbi, Roula Rabiâ, Boumenna Mohamed, Amira Mahmoud, Demane debbih, Djermane Rabeh, Boudjenana Ahcène en faisait partie.

## Géographie
La ville d'Aflou se trouve à 406 km au sud-ouest d'Alger, 320 km au sud-est d'Oran et 110 km à l'ouest de Laghouat dont elle fait partie comme sa deuxième grande ville, bâtie à plus de 1 400 m d’altitude, considérée comme la ville la plus haute de l’Algérie, située au carrefour de quatre wilayas (Laghouat, Djelfa, Tiaret et El Bayadh), la géographie d'Aflou est montagneuse. Aflou est située au cœur de la chaîne Atlas du Sahara séparant le Tel du Sahara.

### Localités de la commune
Lors du découpage administratif de 1984, la commune d'Aflou est composée à partir des six localités suivantes :
- Ville d'Aflou
- El Frachiche
- Béni Moukha
- Rahamna
- Ouled Sidi Bouabdallah
- Ouled Sidi Khaled

## Climat

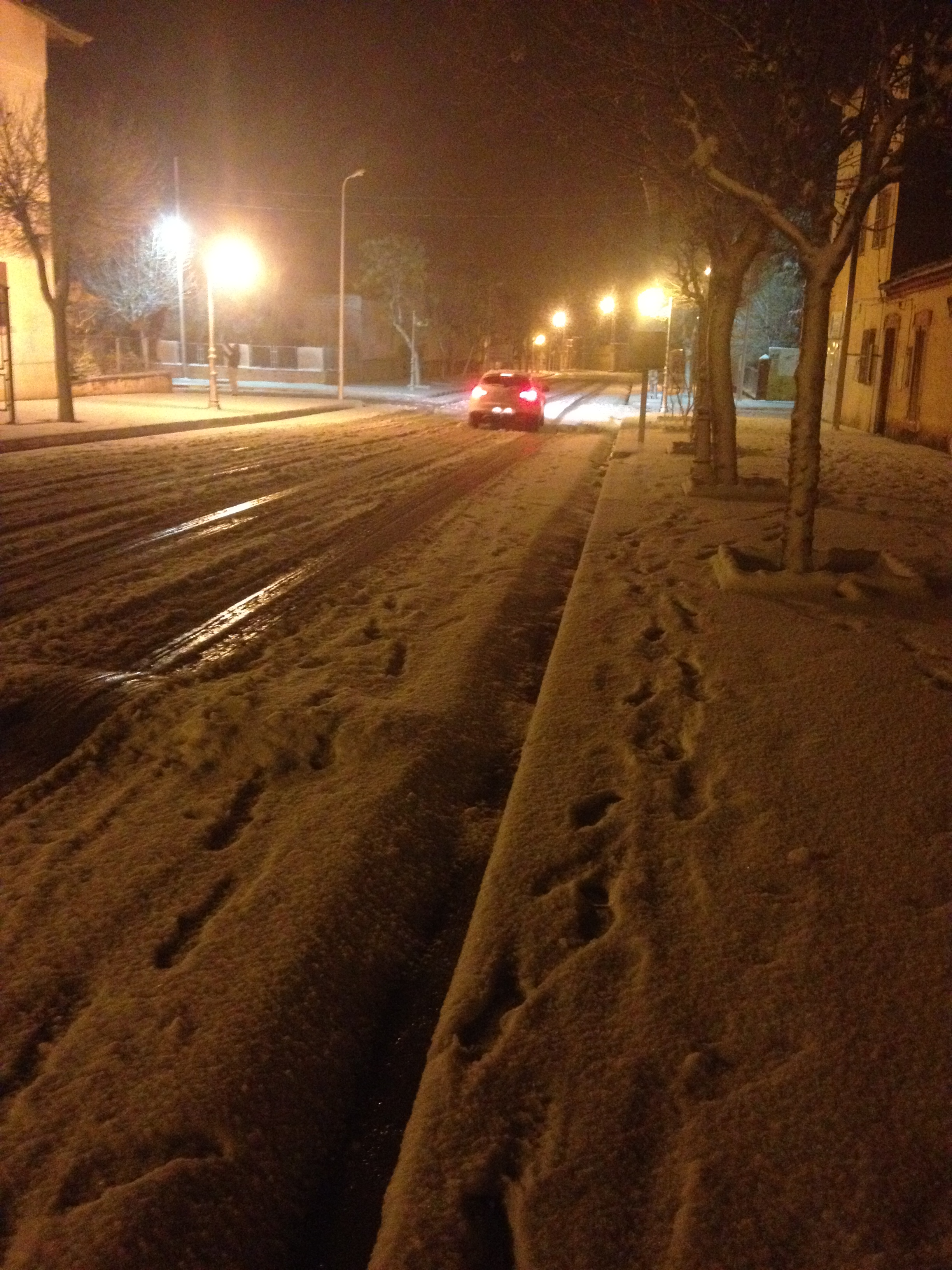
La neige tombe à Aflou très régulièrement

Considérée comme l'une des villes les plus froides de l'Algérie, appelée parfois la Sibérie de l'Algérie, caractérisée par un climat sec et un hiver prolongé et de ressenti glacial atteignant les −7 °C, ce qui explique que les communes avoisinantes sont parfois complètement isolées durant la saison froide enneigée.
La ville connait un été clément dont la fraîcheur est remarquable, des journées ensoleillées relativement chaudes suivies d'une chute de température en début de soirée, parfois on remarque une averse de pluie, ces précipitations exceptionnelles en été inondent parfois les ruelles. Cette caractéristique intéresse des estivants venus majoritairement du Sud pour y résider pendant toute la saison d'été.
| Mois                                                          | jan. | fév. | mars | avril | mai  | juin | jui. | août | sep. | oct. | nov. | déc. | année |
| ------------------------------------------------------------- | ---- | ---- | ---- | ----- | ---- | ---- | ---- | ---- | ---- | ---- | ---- | ---- | ----- |
| Température minimale quotidienne (°C)                         | -0.0 | -1.3 | 2.4  | 4.3   | 8.0  | 12.5 | 15.1 | 15.3 | 11.7 | 7.8  | 3.1  | 0.5  | 6.6   |
| Température maximale quotidienne (°C)                         | 8.6  | 8.3  | 14.2 | 17.4  | 23.4 | 28.3 | 33   | 32.6 | 26.4 | 20.1 | 13.6 | 9.1  | 19.6  |
| Précipitations mensuelles (mm)                                | 31   | 33   | 38   | 32    | 28   | 28   | 9    | 11   | 24   | 45   | 30   | 33   | 342   |
| Nombre de jours de précipitations (incluant les traces = 0mm) | 5    | 7    | 7    | 5     | 6    | 5    | 3    | 4    | 4    | 7    | 7    | 7    | 68    |

## Relief, Géologie, Hydrographie
La ville d'Aflou est située dans une vallée au cœur du massif du Djebel Amour, au nord-ouest culmine Djebel Sidi Okba à 1 690 m. Bâtie à 1 400 m d'altitude, elle fait partie des villes les plus élevées d'Algérie . Aflou fait partie de l'Atlas saharien d’ailleurs elle se situe au cœur de cette longue suite de reliefs orientés Nord est-Sud Ouest s'étendant de la frontière marocaine à celle de la Tunisie et séparant les hauts plateaux et le Sahara algérien, c'est pour ça qu'on dit qu'Aflou, c'est le point en commun entre le Sahara et le Nord d’Algérie.
La ville est connue pour son climat mais également son eau fraîche. À Aflou, on peut boire de l'eau directement à partir du robinet, c'est rare de trouver quelqu'un qui achète une bouteille d'eau conditionnée. L’eau potable d’Aflou est exceptionnelle et provient des nappes phréatiques et d’anciennes sources. Très riche en minéraux et réputée pour son action bienfaisante, elle apporterai santé à quiconque la boit.

## Transports
La nouvelle gare routière d'Aflou qui est en construction et qui sera inaugurée en 2017 apportera de nouvelles perspectives économiques à la région. Chaque jour, plus de 60 autocars passent par la ville pour plus d'une dizaine de destinations donc plus de 2 900 passagers par jour passent par Aflou d'où l'importance de cette construction.
Aflou relie le Nord-Ouest algérien au Sud par la ligne Oran-Hassi Messoud et le Sud-Ouest algérien au Nord par la ligne Béchar-Alger ou Béchar-Constanitine.
La route 23, reliant Aflou à Laghouat est la plus importante et la plus fréquentée mais ces dernières années, elle a connu plusieurs accidents tragiques, la population demande désormais qu'elle soit reconvertie en autoroute. 

## Démographie

### Évolution de la population
Les premiers habitants de la région ont été des tribus arabes et parfois berbères qui se sont installées autour du massif montagneux au XIIIe siècle, l'une des principales tribus fut Les Amours qui ont donné d’ailleurs leur nom au pays préalablement nommé Djebel Beni Rached suivis par d'autres tribus comme Ouleds Sid Naceur, Béni Hilal, Adjalate, Ouleds Sidi Bouzid, Ouleds Sidi Youssef, etc.
Il n’y avait pas de vrais recensements avant l'arrivée de l'armée française mais certainement la population y dépassa six cents habitants, la fondation de la population dans la ville était lorsque le service colonial a construit Le bordj qui conduisait à l'arrivée d'une minorité européenne coïncidant avec l’installation d'une population arabe et voila la ville d'Aflou a vu le jour mais les Européens au départ n'étaient pas les bienvenus, les arabes de la région les voyaient comme étrangers qui voulaient seulement leurs terres et leurs richesses et effectivement la barbarie et la brutalité des Français n'a pas permis aux autochtones de vivre tranquillement, beaucoup de familles souffraient énormément de froid et de famine. Beaucoup ont été atrocement torturés et mutilés et d’autres mourraient dans l’indifférence.
Lors de la première décennie du XXe siècle, les affrontements entre les différentes populations ont relativement reculé le chiffre de la population passa à 1 600 habitants dont une bonne partie était européenne et juive, à l’époque Aflou garda une miraculeuse diversité religieuse et fut un symbole de cohabitation en Algérie abritant à la fois une mosquée une église et une synagogue.
La ville a connu son âge d'or dans les années 1950, mais lors de la Guerre d'Algérie, les résistants de la ville n'ont pas tardé à rejoindre leurs amis sur les champs de bataille, leurs attaques étant surtout concentrées sur l'armée française, contrairement à celles-ci qui ont commis avec sang-froid de graves crimes contre une population complètement désarmée et innocente par contre aucun civil parmi les Européens n’a fait l’objet de menace. Aucun n’a été tué ni torturé ni blessé ni même menacé malgré le drame de guerre. Contrairement aux intentions malveillantes de certains « ultras », il y avait des Européens qui avaient manifesté le désir de rester et de mourir à Aflou.

### Après l’indépendance et population actuelle
À l'indépendance de l’Algérie et après l'exode des Pieds noirs vers la France, la carte démographique de la ville a été sensiblement remodelée. il y a eu un exode rural massif qui a fait multiplier la population démesurément. Cette croissance démographique a continue a progresser jusqu'à la fin des années 1980. Dans les années 1990 et compte tenu des événements liés à la guerre civile algérienne  la ville subit une deuxième vague d’afflux des populations fuyant les zones ou règne une insécurité permanente. Les habitants des petites bourgades aux alentours d'Aflou ont abandonné leurs terres et leurs biens à cause des menaces incessantes des groupes armés.
L'équipement de la ville en gaz de ville ont entraîné une amélioration sensible du cadre de vie des habitants qui font face en hiver à l'un des froids les plus rigoureux du pays 
À la fin de la guerre civile et à l'arrivée au pouvoir d'Abdelaziz Bouteflika, la sécurité revient peu à peu dans la région mais ceux qui ont fui leurs terres ne veulent plus y revenir malgré le soutien de l’État et parmi eux y en a ceux qui ont à la fois gardé leur maison dans la ville et bénéficient de l'aide publique destinée principalement aux agriculteurs. 
La ville a connu un essor urbain sensible avec des projets de développements tous azimut dans le cadre du programme national du développement du sud algérien. C'est ainsi que la ville a connu une démographie galopante passant le seuil de 100 000 habitants dès l’année 2007.
Début 2024, Aflou est promue  au rang de wilaya déléguée.
| 1931  | 1936  | 1954  | 1987   | 1998   | 2008    | 2015    |
| ----- | ----- | ----- | ------ | ------ | ------- | ------- |
| 2 120 | 2 550 | 1 901 | 33 978 | 52 260 | 102 025 | 131 000 |

## L'économie de la ville

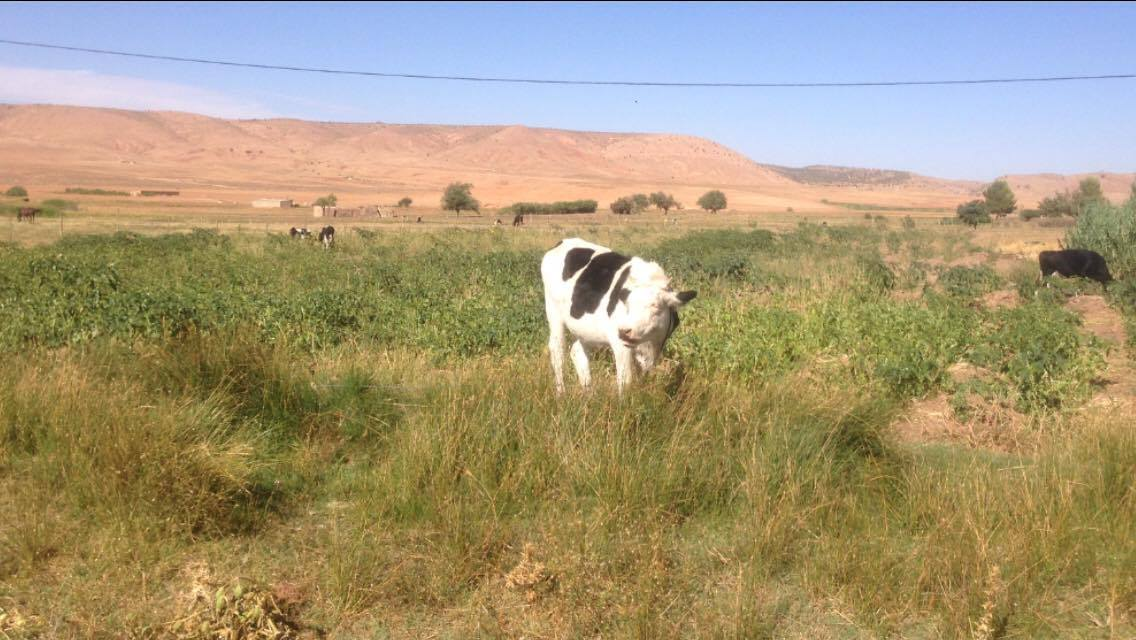
Élevage bovin près d'Aflou (Sebgag ?)

La principale activité économique de la ville et de la région, est traditionnellement l'élevage surtout ovin et caprin. En 2013, le cheptel ovin comptait plus de 90 000 têtes. L'élevage avait comme objectif la contribution à l'autosuffisance alimentaire de la population mais grâce à l'aide de l’État, l'activité est désormais exportatrice vers les autres régions de l’Algérie notamment le Nord.
La deuxième activité traditionnelle est l'agriculture. En ce qui concerne la culture maraîchère, la pomme de terre est l’espèce la plus représentée ; la production des céréales est aussi présente, mais la production subit toujours des variations selon les années en fonction des conditions climatiques.
Récemment, le secteur de la construction a connu son essor dans la ville avec l’émergence de plusieurs entrepreneurs qui dirigent des entreprises privées de petite taille, s'occupent de la construction des logements pour satisfaire les besoins croissants des Aflouéens. On note aussi que le commerce local, en développement rapide, contribue à absorber le chômage, notamment parmi les jeunes, bien que l’État reste le premier employeur dans la ville.

## Éducation
La ville compte une dizaine d’écoles primaires dont l'école Hassiba Ben Bouali, la plus réputée, construite avant l'indépendance de l'Algérie, neuf collèges  et sept lycées, répartis dans la ville. La  population scolarisée est estimée à 31 000 élèves. Chaque année, plusieurs bacheliers originaires de la ville vont rejoindre les différentes universités algériennes.

## Enseignement supérieur

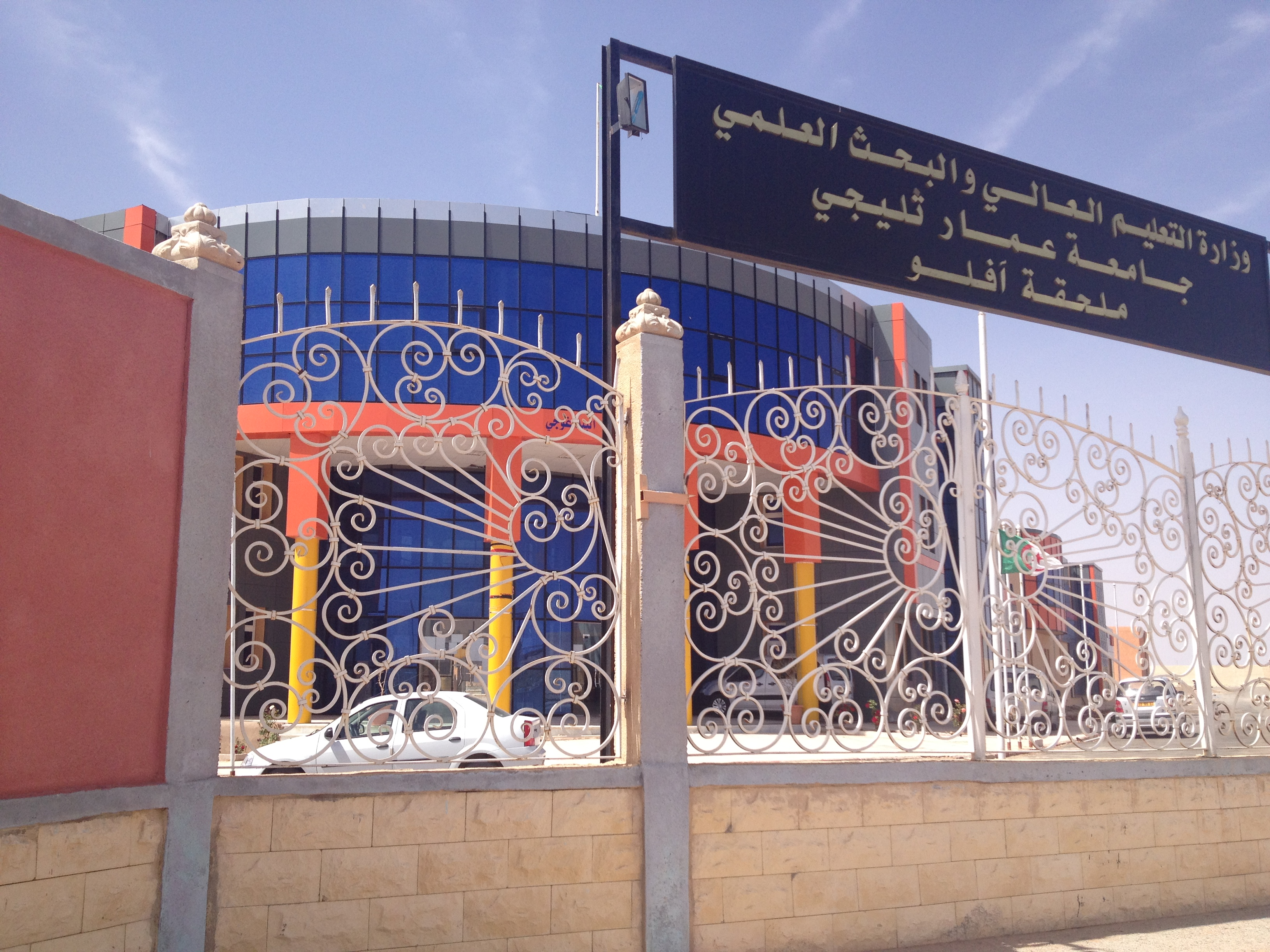
L'université d'Aflou en 2013

La ville abrite une annexe de l'université Amar Telidji de Laghouat, inaugurée en 2013 ; elle permet aux bacheliers de la ville d’éviter les déplacements vers le chef-lieu de wilaya pour étudier dans les filières comme le droit, les sciences humaines, les sciences économiques, les langues (français et arabe).
Cette nouvelle structure universitaire devra bénéficier prochainement d’une extension en vue de répondre au nombre sans cesse croissant des étudiants estimés à 2 200 inscrits, contre une capacité théorique actuellement de 1 000 places, ce qui va renforcer l’encadrement local et répondre aux besoins du marché du travail.

## Vie quotidienne
La géographie marque le mode de vie des Aflouéens. C'est un mélange entre le rythme de la population du Nord et la tranquillité des gens du Sud, Aflou est très connue pour sa générosité, la population y partage toujours la vie ensemble, elle fait preuve d'une intense solidarité familiale, elle est constamment soudée.

## Sport
Le célèbre Ittihad Riadhi Baladiat Aflou est le club phare de la ville, créé en 1932.

## Gastronomie

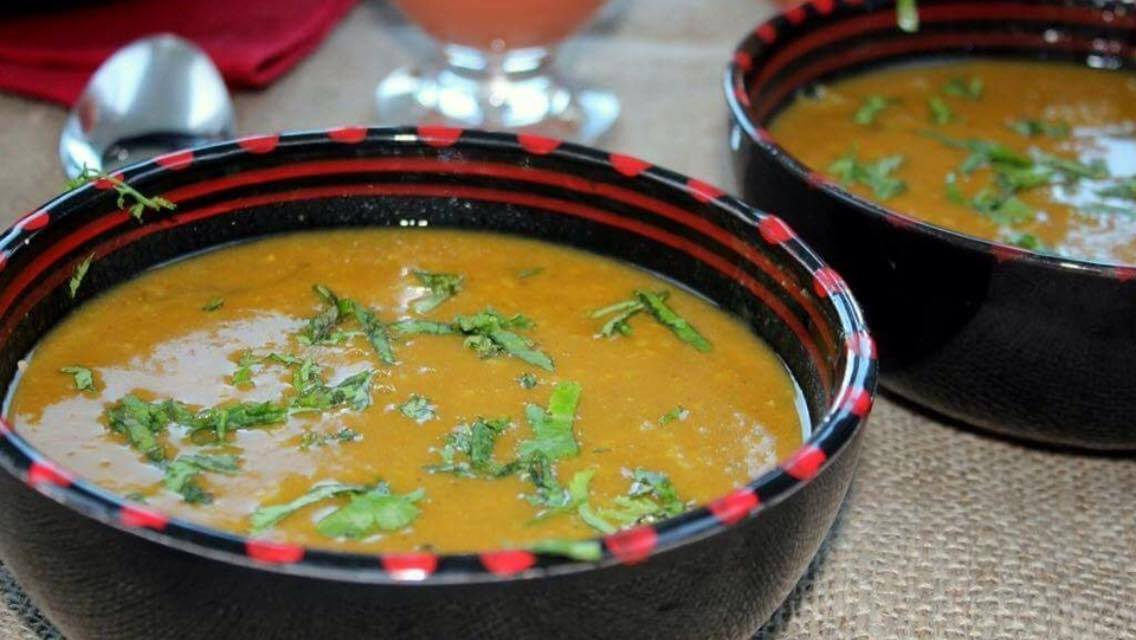
Harira d'Aflou

La cuisine d'Aflou est à l'intersection entre les cuisines méditerranéennes et sahariennes: Outre le couscous, traditionnel au moins le vendredi, elle se caractérise l'utilisation de nombreux légumes et fruits saisonniers. L'abondance des légumes et les épices particulières distinguent la cuisine d'Aflou des autres régions. Comme ailleurs en Algérie, des soupes de légumes et féculents légèrement épicées appelées Harira sont consommées.

### Méchoui d'Aflou

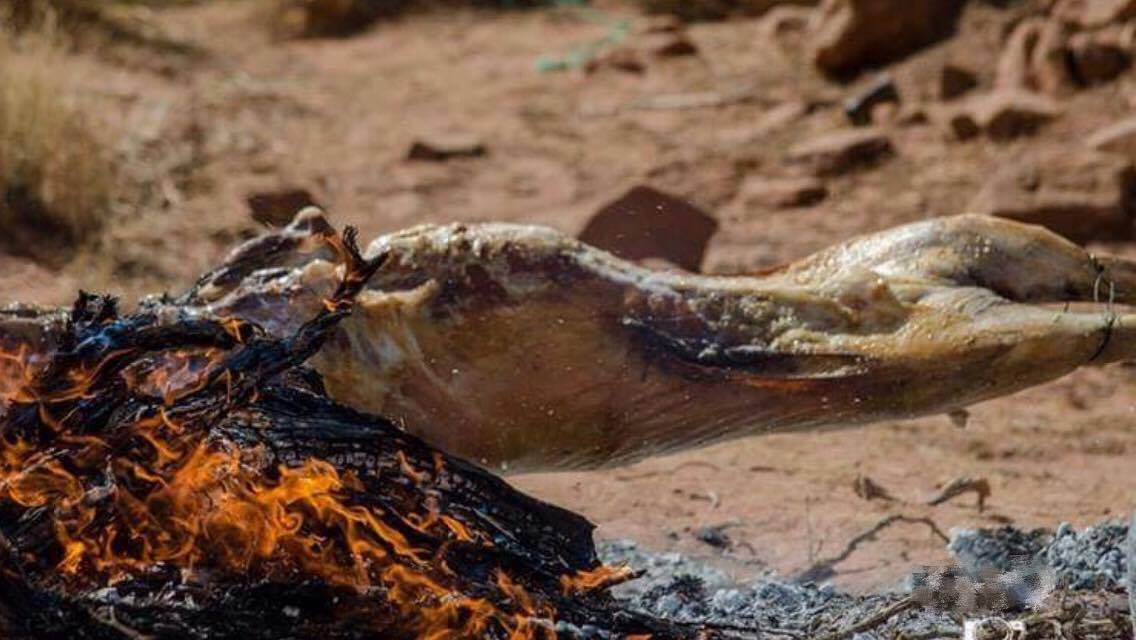
Le méchoui est un savoir-faire à Aflou

Aflou est célèbre pour son méchoui, une grillade de viande de mouton (généralement au feu du bois): l'animal, vidé de ses entrailles et fendu du côté du ventre est embroché entier et cuit à la braise. Cette préparation appelée lejneb, (littéralement «le côté») est cuite en même temps que des brochettes de morceaux de foie enveloppés de crépinette (mel'fouf, littéralement «emballé»). Ces brochettes au foie sont réservées aux invités de marque ou personnes venues de loin.

## Personnalités nées à Aflou
- Abdelaziz Belkhadem (arabe : عبد العزيز بلخادم), né le 8 novembre 1945, homme politique, ancien secrétaire général du FLN (février 2005 - février 2013) et ancien chef du gouvernement algérien (24 mai 2006 - 23 juin 2008), destitué de son poste comme secrétaire général du FLN en janvier 2013. Très actif lors de la réélection du président Bouteflika pour son quatrième mandat en 2014, il a été limogé quelques mois plus tard.
- Matteo Ferrari, né le 5 décembre 1979, footballeur international italien, évoluant au poste de défenseur central;
- Leïla Sebbar,  née le 19 novembre 1941 à Aflou, est une écrivaine franco-algérienne, de langue française. Romancière, femme de théâtre, auteur de nouvelles et textes critiques, ses œuvres abordent souvent les questions de l'exil et des relations entre les deux rives de la Méditerranée.

«Je ne connais pas Aflou, où j'ai si peu habité après que «Mademoiselle» m'y a mise au monde. Mais Aflou, djebel Amour, sur les Hauts Plateaux algériens, m'habite. C'est la mémoire et les images des autres, rencontrés dans les livres et lors de mes pérégrinations, qui tissent mes histoires d'Aflou.» Leïla Sebbar - Aflou; Djebel amour, La Petite Collection De Bleu Autour, 2010